# ديستني

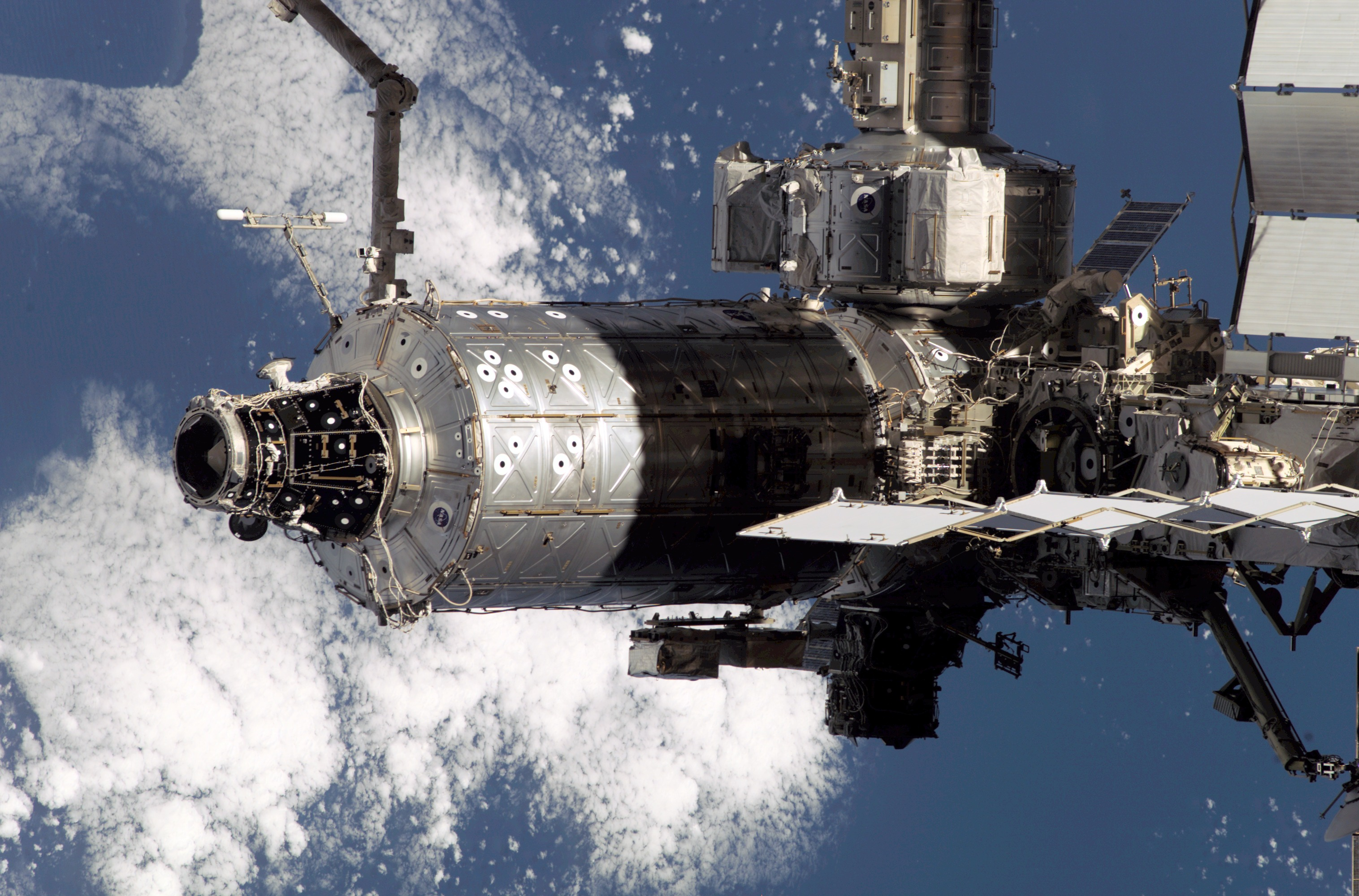
المختبر الانفصالي دستيني ملتحم بالمحطة الدولية

دستيني (Destiny القدر) مختبر انفصالي في المحطة الفضائية الدولية، بدأ في تشغيله في فبراير 2001، يعتبر المختبر عنصرا أساسيا للمقطع الأمريكي في المحطة الفضائية. واطلق على المختبر «دستيني» لقب أول محطة مدارية أمريكية بعد المختبر «سكيلاب» الذي كان قد أطلق إلى الفضاء في 14 مايو 1973 ، وكان يخصص للدراسات الفلكية والفيزيائية والبيولوجية والطبية ومراقبة الأرض. كما يعتبر «دستيني» من أغلى مكونات المحطة الفضية والذي بلغت قيمته 1380 مليون دولار أمريكي. .
وتوجد في الحجرة الانفصالية «دستيني» عدد من المنظومات التي تؤمن عمل المحطة ككل. وأهم ما فيها هو المختبر الأمريكي الذي يسمح بإجراء الدراسات العلمية. ويرى العلماء الأمريكيون أن «دستيني» يمكنهم من تحقيق الاكتشافات المهمة في المجالات مثل علاج السرطان وداء السكري التقنيات البيولوجية والفيزياء علم المادة.

## معرض صور

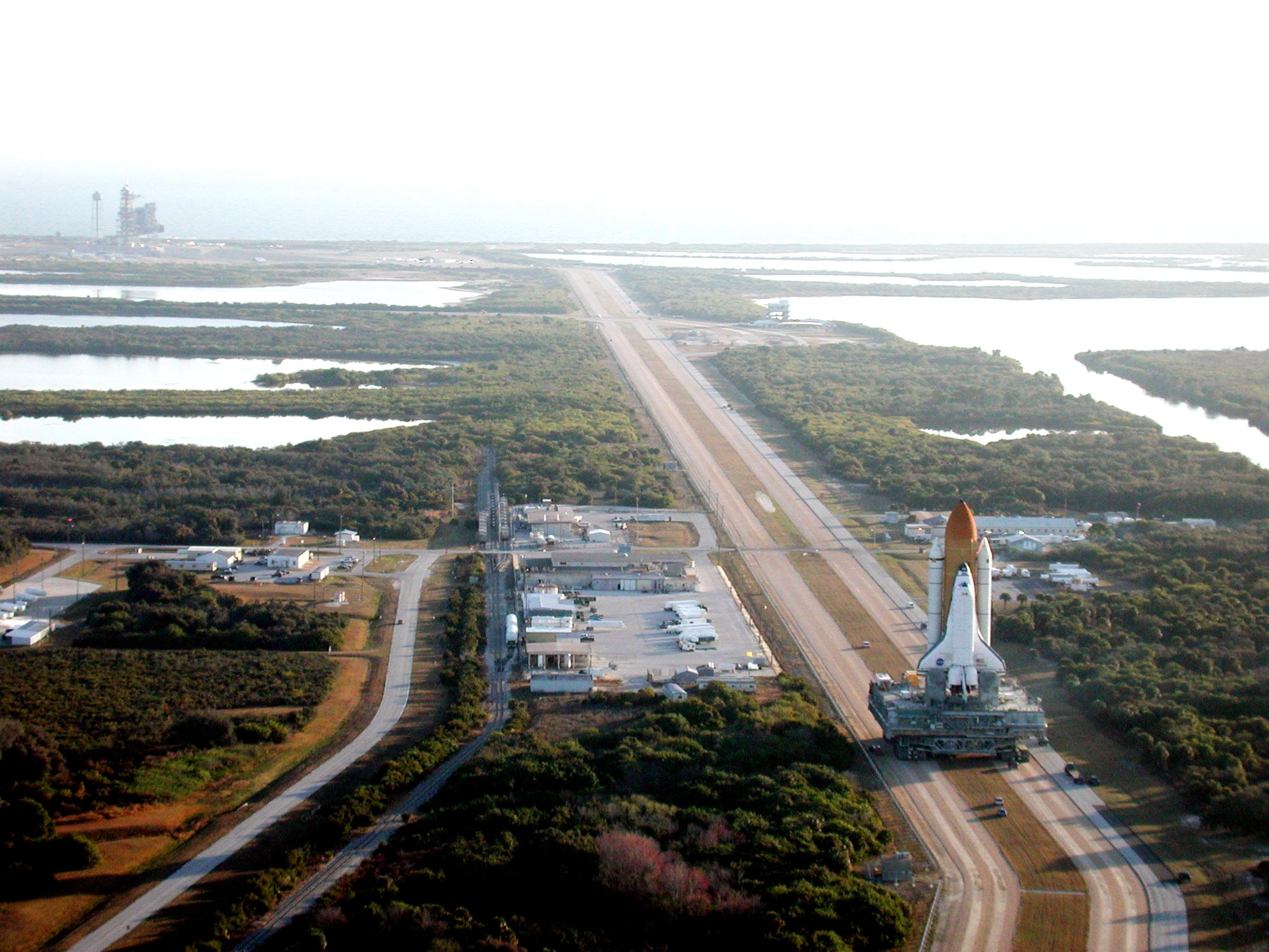
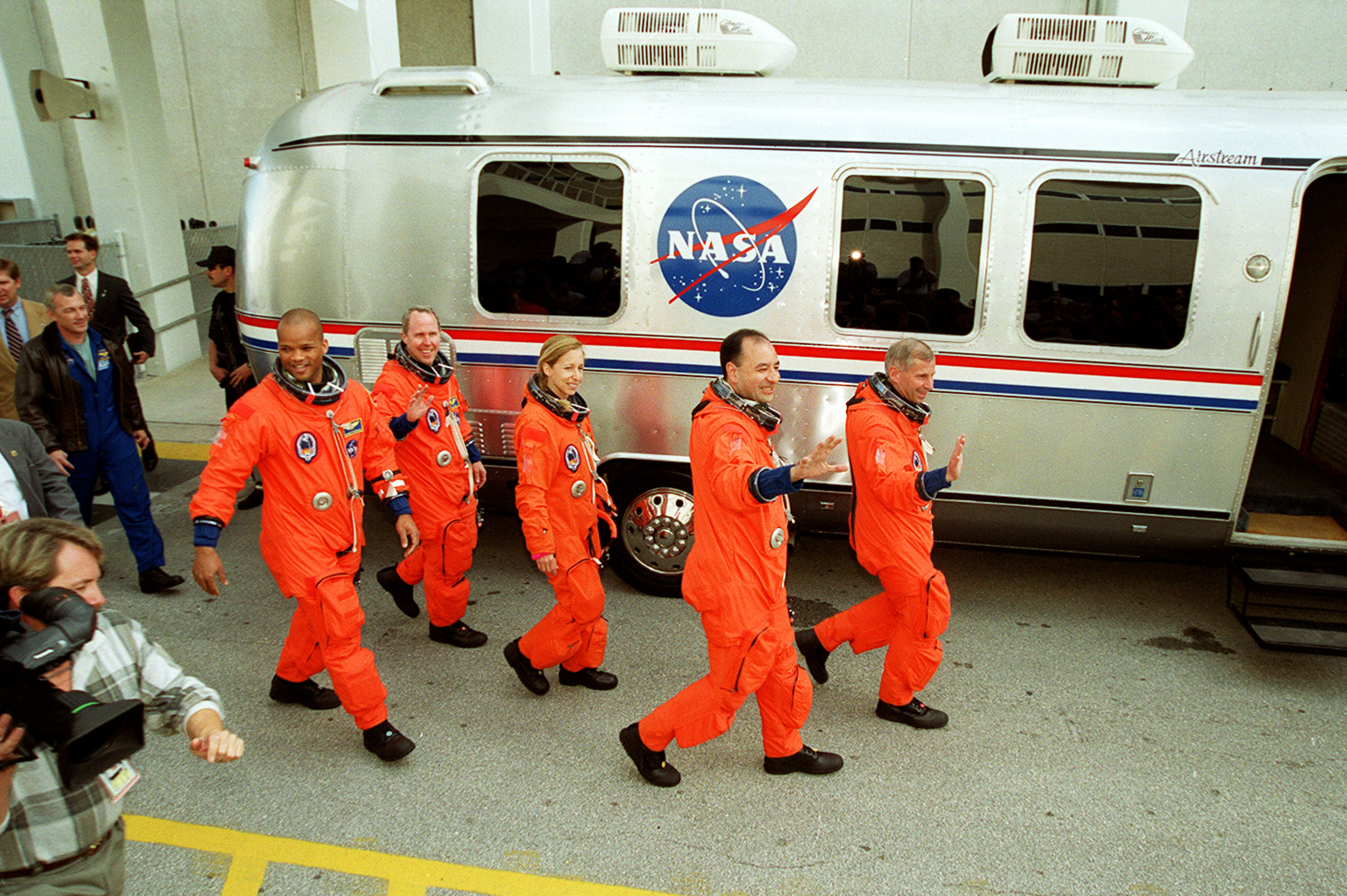
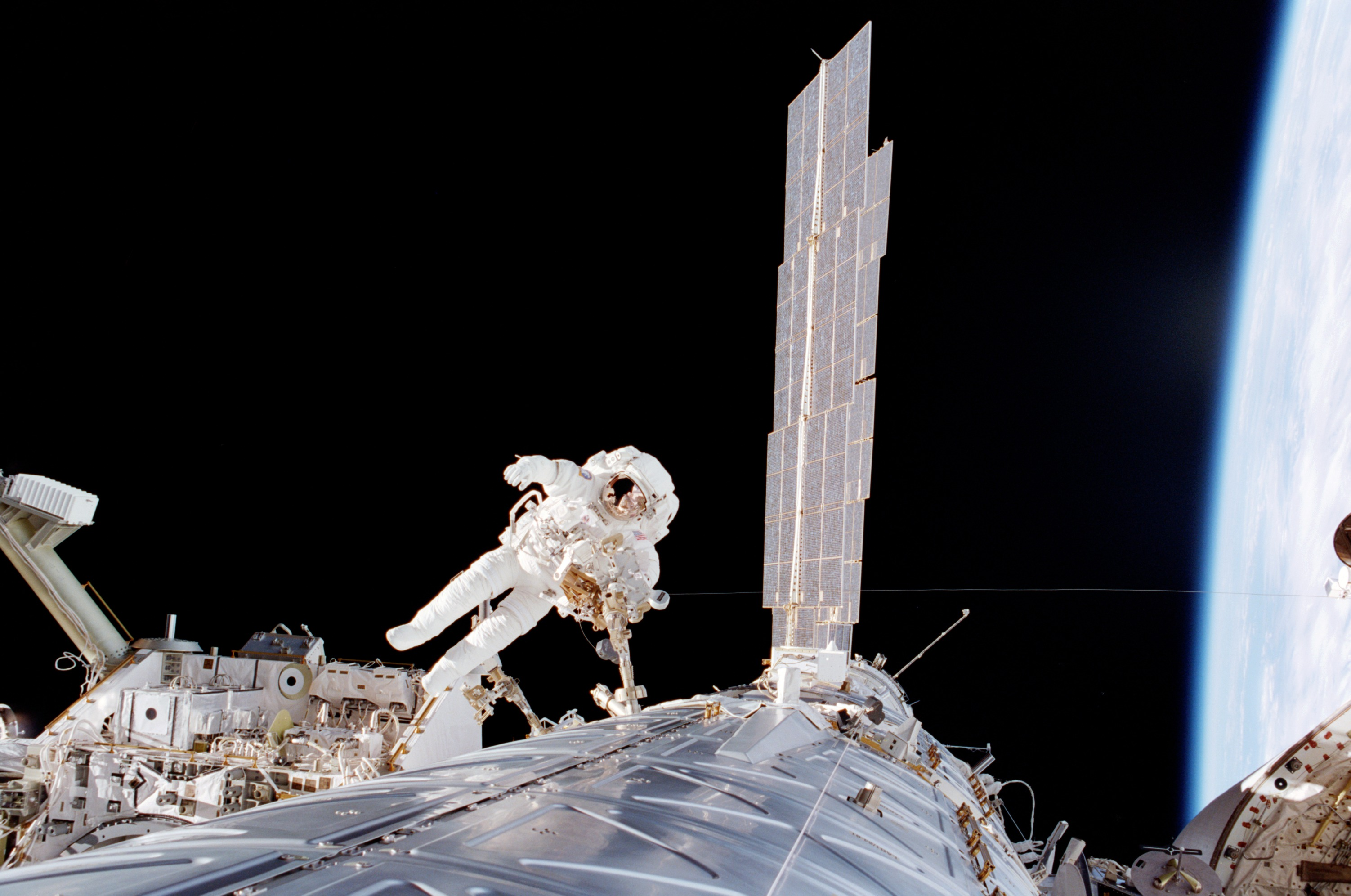
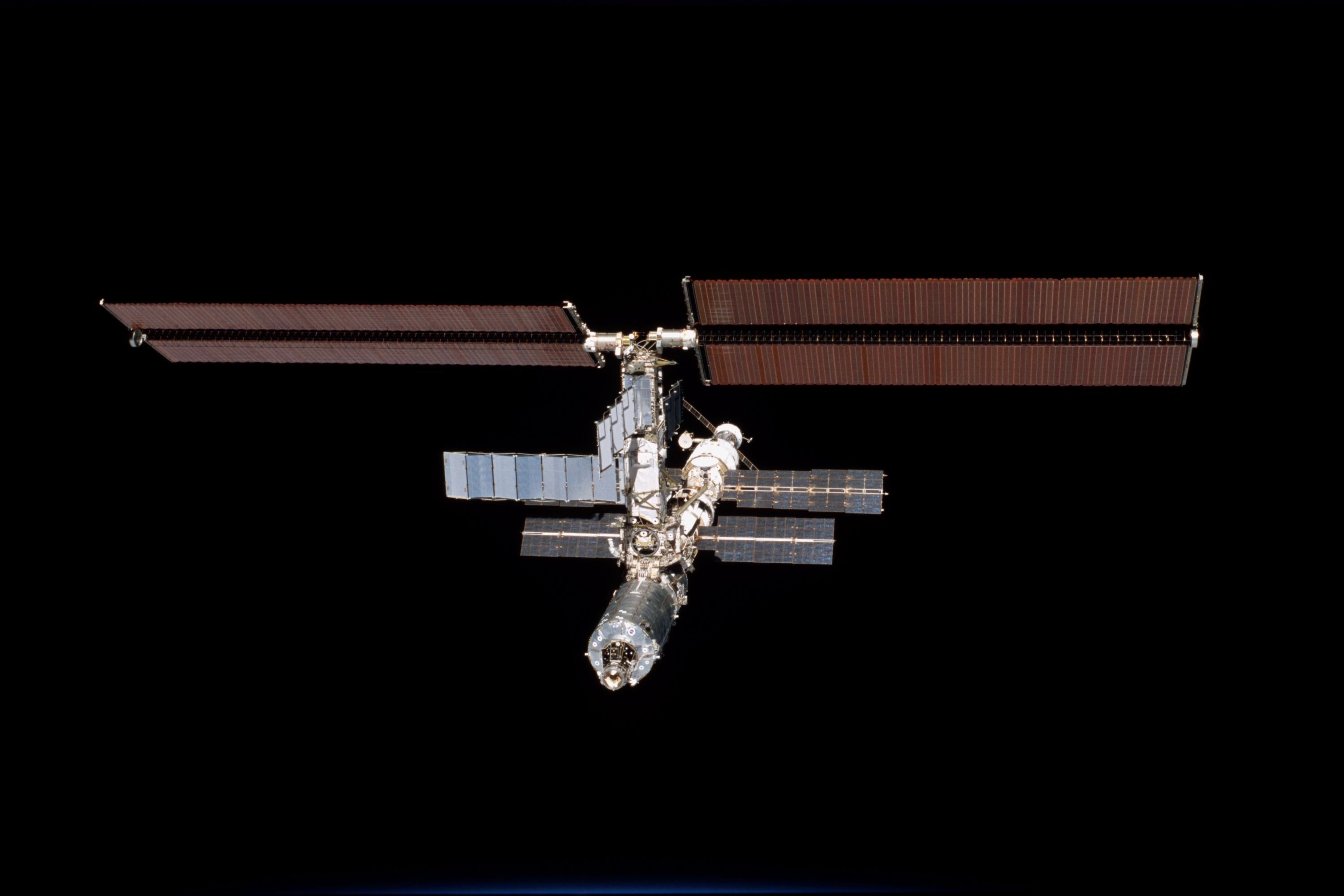
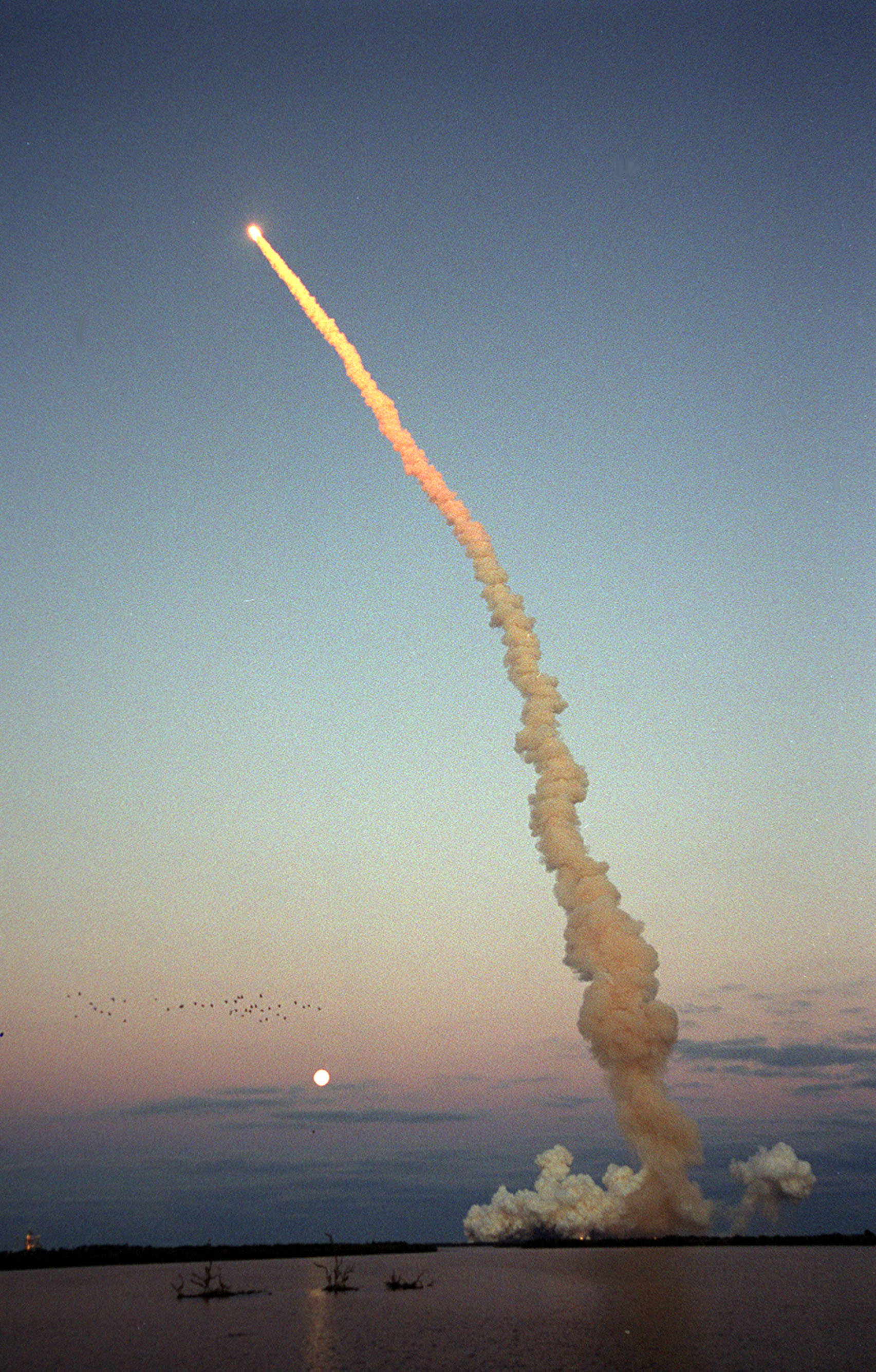